# Bahnhof Boxtel
Der Bahnhof Boxtel ist ein Trennungsbahnhof in der Gemeinde Boxtel in der niederländischen Provinz Noord-Brabant. Er liegt an den Bahnstrecken Breda–Eindhoven und Utrecht–Boxtel sowie bis 1950 an der Boxteler Bahn.

## Geschichte
Am 18. August 1860 wurde der Bau von neun sogenannten „Staatslijnen“ vom Kabinett Van Hall/Van Heemstra per Gesetz beschlossen, worunter auch die Bahnstrecke Breda–Eindhoven fiel. Im Jahr 1863 begann der Bau des Bahnhofsgebäudes nach einem Entwurf des Architekten Karel Hendrik van Brederode. Mit der Eröffnung der Bahnstrecke und dem Boxteler Bahnhof am 1. Mai 1865 wurde das Gebäude fertiggestellt. Am 1. Januar 1868 erfolgte die Streckenöffnung nach Vught, welche seit 1870 bis Utrecht führt. Das erste Bahnhofsgebäude wurde bereits im Jahr 1872 durch einen als Inselbahnhof angelegten Neubau ersetzt. Die Inbetriebnahme der Boxteler Bahn fand sechs Jahre später statt, wodurch Boxtel ebenfalls an das deutsche Schienennetz angebunden wurde.

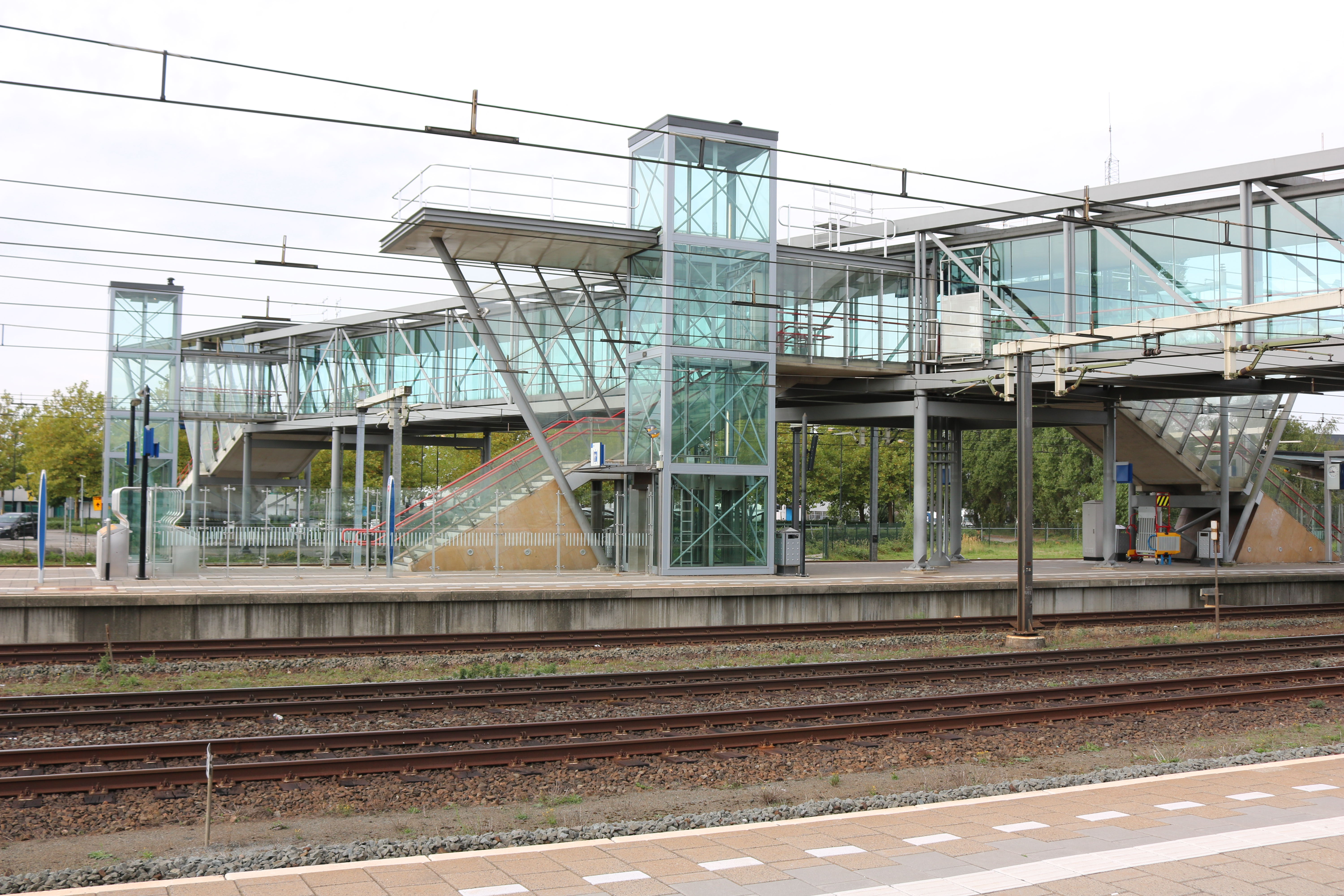
Die gläserne Fußgängerbrücke (2018)

Im Rahmen des Projektes Boxtel-Eindhoven, dessen Hauptbestandteil die Erweiterung von zwei auf vier Gleisen war, wurde auch der Bahnhof in Boxtel erneuert. Nachdem das alte Bahnhofsgebäude abgerissen worden war, entwarf die Architektin Wienke Scheltens von studioSK, die Entwurfsabteilung des Ingenieurbüros Movares, das neue Gelände. Neben einem neuen Gebäude an der Ostseite wurden zudem zwei Mittelbahnsteige sowie eine gläserne Fußgängerbrücke über die Gleisanlage errichtet. Das neue Bahnhofsgelände wurde im Jahr 2000 feierlich vom damaligen Kommissar der Königin der Provinz Noord-Brabant, Frank Houben, eingeweiht.

## Streckenverbindungen
Folgende Linien bedienen den Bahnhof Boxtel im Jahresfahrplan 2022:
| Zugtyp    | Linienverlauf                                                             | Frequenz                                                                            |
| --------- | ------------------------------------------------------------------------- | ----------------------------------------------------------------------------------- |
| Intercity | Dordrecht – Breda – Tilburg – Boxtel – Eindhoven Centraal                 | 4× täglich (hält nur in Richtung Eindhoven in Boxtel)                               |
| Sprinter  | (Oss –) ’s-Hertogenbosch – Boxtel – Eindhoven Centraal – Helmond – Deurne | halbstündlich (fährt nur in der HVZ zwischen Oss und ’s-Hertogenbosch)              |
| Sprinter  | Tilburg Universiteit – Tilburg – Boxtel – Eindhoven Centraal – Weert      | halbstündlich (abends und sonntags stündlich zwischen Eindhoven Centraal und Weert) |